# Lil Peep
Lil Peep, egentligen Gustav Elijah Åhr, född 1 november 1996 i Pennsylvania, död 15 november 2017 i Tucson, Arizona, var en svensk-amerikansk rappare . Han släppte albumet Come Over When You're Sober, Pt. 1 den 15 augusti 2017. Albumet blev det enda som släpptes under hans levnad, då uppföljaren Come Over When You're Sober, Pt. 2 gavs ut postumt.

## Uppväxt
Lil Peep föddes i Pennsylvania men växte upp på Long Island i delstaten New York. Hans far Karl Johan var svensk. Hans mor Liza var irländsk. Han har en bror Karl "Oskar" Åhr. Gustavs pappa var född och uppvuxen i Stockholm.

## Karriär
Han började släppa musik på Soundcloud år 2015. Han träffade artisten Lil Tracy via producenten Nedarb. De blev snabbt bra vänner och började släppa musik tillsammans, och gjorde låtar som "witchblades", "Awful Things", "white tee" och "White Wine".
Mellan den 25 september 2016 och fram till sin död var han en del av rap-kollektivet GothBoiClique(en) som då bestod av ytterligare 9 medlemmar: Cold Hart, Døves, Fish Narc, Horse Head, JPDreamthug, Lil Tracy, Mackned, Wicca Phase Springs Eternal och Yawns. Kollektivet beskrivs som en del av "emo rap hybrid scene".

## Död
Den 15 november 2017 hittades Lil Peep död på sin turnébuss av sin manager i Tucson, Arizona. Managern skulle se till att Lil Peep mådde bra då han skulle ha en spelning den kvällen. Bara några timmar innan sin död publicerade han en video på Instagram där han tar flera doser av Xanax. Dödsorsaken fastställdes vara en överdos av Xanax och Fentanyl.
Hans kropp kremerades och askan har placerats i hans morfars trädgård.

## Dokumentär
År 2019 släpptes dokumentären "Everybody's Everything" som beskriver hans liv och musikaliska karriär. I filmen medverkar hans mamma Liza, morfar John, vänner, exflickvänner och artistkollegor.

## Diskografi (urval)
Studioalbum
- 2017 – Come Over When You're Sober, Pt. 1
- 2018 – Come Over When You're Sober, Pt. 2

EP
- 2015 – Garden
- 2015 – In the Bedroom, I Confess
- 2015 – Feelz
- 2016 – California Girls
- 2016 – Vertigo
- 2016 – Teen Romance
- 2016 – Castles
- 2017 – Castles II
- 2019 – Goth Angel Sinner

Samlingsalbum
- 2019 – Everybody's Everything

Mixtapes
- 2015 – Lil Peep; Part One
- 2015 – Mall Musicc
- 2016 – Crybaby
- 2016 – Hellboy